# Кубок Гібралтару з футболу 2017—2018
Кубок Гібралтару з футболу 2017—2018 — 62-й розіграш кубкового футбольного турніру у Гібралтарі. Титул володаря кубка вдруге поспіль здобула Юероп.

## Календар
| Раунд        | Дата                       | Матчі | Клуби   |
| ------------ | -------------------------- | ----- | ------- |
| Перший раунд | 26-28 листопада 2017       | 3     | 19 → 16 |
| 1/8 фіналу   | 6-27 лютого 2018           | 8     | 16 → 8  |
| 1/4 фіналу   | 11 березня - 9 квітня 2018 | 4     | 8 → 4   |
| 1/2 фіналу   | 23-24 квітня 2018          | 2     | 4 → 2   |
| Фінал        | 27 травня 2018             | 1     | 2 → 1   |

## Перший раунд
| Команда 1          | Рахунок | Команда 2       |
| ------------------ | ------- | --------------- |
| 26 листопада 2017  |         |                 |
| Коледж 1975 (2)    | 1:3     | Юероп Пойнт (2) |
| 27 листопада 2017  |         |                 |
| Бока Гібралтар (2) | 0:2     | Каннонс (2)     |
| 28 листопада 2017  |         |                 |
| Мегпіс (2)         | 3:1     | Енджелс (2)     |

## 1/8 фіналу
| Команда 1         | Рахунок      | Команда 2        |
| ----------------- | ------------ | ---------------- |
| 6 лютого 2018     |              |                  |
| Монс Кальпе       | 4:1          | Лайонс Гібралтар |
| 7 лютого 2018     |              |                  |
| Гібралтар Юнайтед | 3:1          | Манчестер 62     |
| Каннонс (2)       | 2:0          | Хаунд Догс (2)   |
| 8 лютого 2018     |              |                  |
| Олімпік 13 (2)    | 2:2 пен. 4:3 | Юероп Пойнт (2)  |
| 19 лютого 2018    |              |                  |
| Лінкс             | 0:2          | Юероп            |
| 20 лютого 2018    |              |                  |
| Лінкольн Ред Імпс | 3:0          | Ґласіс Юнайтед   |
| 26 лютого 2018    |              |                  |
| Мегпіс (2)        | 1:2          | Гібралтар Фенікс |
| 27 лютого 2018    |              |                  |
| Сент-Джозефс      | 3:0          | Лео (2)          |

## 1/4 фіналу
| Команда 1         | Рахунок | Команда 2         |
| ----------------- | ------- | ----------------- |
| 11 березня 2018   |         |                   |
| Лінкольн Ред Імпс | 2:0     | Каннонс (2)       |
| Олімпік 13 (2)    | 0:6     | Гібралтар Юнайтед |
| 18 березня 2018   |         |                   |
| Монс Кальпе       | 2:1     | Сент-Джозефс      |
| 9 квітня 2018     |         |                   |
| Юероп             | 5:0     | Гібралтар Фенікс  |

## 1/2 фіналу
| Команда 1         | Рахунок | Команда 2   |
| ----------------- | ------- | ----------- |
| 23 квітня 2018    |         |             |
| Гібралтар Юнайтед | 0:5     | Монс Кальпе |
| 24 квітня 2018    |         |             |
| Лінкольн Ред Імпс | 1:3     | Юероп       |

## Фінал
| 27 травня 2018 19:00 (UTC+2) |

| Юероп         | 2:1      | Монс Кальпе |
| ------------- | -------- | ----------- |
| Гомес 6', 75' | Протокол | Пібе 46'    |

| Вікторія, Гібралтар Арбітр: Ярослафф Борг |

| Юероп | Вікторія |